# 용담3동항
용담3동항은 제주특별자치도 제주시 용담동에 위치한 어항이다. 2004년 9월 23일 어촌정주어항으로 지정되었다. 관리청은 제주시, 시설관리자는 제주시장이다.

## 어항 연혁
용담동 지역에서는 청동기 및 초기 철기시대(B.C 10세기 ~ A.D 전후로 추정), 그리고 탐라전기에 속하는 주호시대(A.D 500년) 무덤 유적들이 많이 발굴되었다. 1985년 1월, 당시 제주대학교 민속박물관 조사단에 의하여 용담2동에서 발굴된 옹관.석관묘에서는 철제 장.단검, 화살촉, 철도끼, 마제석검, 홍옥 구슬 등의 부장품이 나온 바 있다. 용담 지역에서 발견된 고인돌(支石墓)에서도 돌화살촉, 돌칼, 돌도끼, 토기 등이 나왔다. 특히 용담동 지역의 고인돌들은 '한내(漢川.大川)'에 많이 분포되어 있다. 이로 볼 때, 오랜 옛날부터 '한내' 지역을 중심으로 사람이 살았음을 알 수 있다.

## 어항 구역
- 수역: 23,961m2[1]

## 어항 시설
현재까지 방파제 237m, 물양장 58m가 축조되어 있다.